# All Along the Watchtower
All Along the Watchtower is een populair folkrocklied van Bob Dylan, uitgebracht op zijn achtste studioalbum John Wesley Harding in 1967. Het is een rustig en eenvoudig nummer, bestaande uit drie akkoorden, gespeeld op akoestische gitaar, begeleid door een basgitaar en drums. Enkele intermezzo's op een mondharmonica vormen de enige variatie in het arrangement. De tekst staat centraal, in drie coupletten zonder refrein. 
Geen van de titels op het album werd uitgebracht op single, maar de plaat verkocht goed, werd vaak gedraaid op de radio en de kritiek was redelijk positief.

## Versies
Het nummer was nog maar net verschenen, toen Jimi Hendrix er in januari 1968 in de Electric Ladyland-studio een bijzondere eigen interpretatie van gaf. Sinds hij het de eerste keer hoorde, had het lied hem geïntrigeerd.
Hendrix constructed a tumultuous four-part solo that transformed Dylan's concise foreboding into an electric hurricane
 (Hendrix maakte een tumultueuze vierdelige solo die Dylans ingehouden prelude omtoverde tot een elektrische orkaan)— Rolling Stone
De overgang zat in de regel waar the wind began to howl, de wind begon te huilen. 
Ook transponeerde hij a-mineur naar cis-mineur. Het was een nieuw lied geworden. Dylan kon de vondst wel waarderen en speelde bij latere gelegenheden ook de versie van Hendrix.
Het is de versie van Hendrix die het lied beroemd heeft gemaakt. Electric Ladyland was zijn bestverkochte album, en the Watchtower de enige single die tijdens zijn leven een 20e plaats in de Amerikaanse hitlijsten haalde. Nadien is het ook vaak gecoverd door andere artiesten. Onder meer Eric Clapton, Spirit, Neil Young, Bryan Ferry, Prince, de Dave Matthews Band en de Grateful Dead hebben het nummer opgenomen of live gespeeld. De versie van U2 staat op het album Rattle and Hum. 
In de film Forrest Gump uit 1994 klinkt het op de radio in Vietnam als subtiele sfeertekening van het schizofrene leven van een Amerikaanse soldaat in de sixties.
In seizoen 3 en 4 van de tv-serie Battlestar Galactica (2004) speelt het nummer een belangrijke rol. Een versie van het nummer is te horen in de laatste scène van de laatste aflevering van de serie: "Daybreak Part two".
In 2004 verscheen het lied van Hendrix in de lijst van 500 beste nummers aller tijden volgens Rolling Stone op de 48e plaats.

## Inhoud
De openingsregel behoort tot de klassiekers in de popmuziek:
"There must be some kind of way out of here," said the joker to the thief
De eerste twee coupletten beschrijven een gesprek tussen een nar en een dief, de een steelt en de ander wordt niet serieus genomen. De dief besluit: "Jij en ik hebben dat achter de rug, het is niet onze eindbestemming. Dus geen gezeur nu, want het wordt al laat." Meestal wordt Dylan zelf geïdentificeerd met de grappenmaker, onder verwijzing naar de derde regel, waarin hij zich beklaagt dat businessmen, they drink my wine, de bonzen van de platenmaatschappij die zijn royalty's gapten. Elke regel is doordrongen van symboliek en beeldspraak, die op verschillende manieren uitgelegd kan worden, maar tussen de regels door is duidelijk dat de twee iets van plan zijn.
Het derde couplet kan wellicht het refrein genoemd worden. Want all along the watchtower, in de uitkijktoren staan er prinsen op de uitkijk. Zij houden de wacht over anderen, vrouwen en blootvoetse dienaren. Dan, in de allerlaatste regel verschijnen twee ruiters, en de wind wakkert aan...
Er is wel gesuggereerd dat de verhaallijn in omgekeerde volgorde moet worden begrepen. De eerste regels zouden de laatste zijn. Er worden levensvragen gesteld en niet beantwoord. Ook op andere vlakken is de religieuze invalshoek opvallend. De woorden zijn bijwijlen apocalyptisch, maar de bijbehorende muziek wachtte op Hendrix.
John Wesley Harding heeft een heel ander karakter dan eerdere albums van Dylan. Hij was herstellende van een motorongeluk en las dagelijks in de Bijbel. De sfeer die de nummers oproepen is ingetogen, soms gespannen en enigszins dreigend. Er worden nieuwe gebieden verkend, op muzikaal en levensbeschouwelijk terrein, dus het is maar goed om een uitkijktoren te hebben.
De uitkijktoren is een oud christelijk symbool voor het beschermende, vaderlijke karakter van God, die uitkijkt en waakt over zijn kinderen. In het verlengde daarvan is het een symbool geworden voor de boodschap van het evangelie als geheel. Tegenwoordig is de metafoor vooral bekend van de Jehova's getuigen en het Watch Tower Bible and Tract Society of Pennsylvania, dat het tijdschrift De Wachttoren publiceert. In de Statenvertaling komt het woord "uitkijktoren" niet letterlijk voor, in de Nieuwe Bijbelvertaling twee keer. Het woord "wachttoren" staat zes keer in de Statenvertaling.

## NPO Radio 2 Top 2000
| Nummer met noteringen in de NPO Radio 2 Top 2000 | '99 | '00 | '01 | '02 | '03 | '04 | '05 | '06 | '07 | '08 | '09 | '10 | '11 | '12 | '13 | '14 | '15 | '16 | '17 | '18 | '19 | '20 | '21 | '22 | '23 | '24 |
| ------------------------------------------------ | --- | --- | --- | --- | --- | --- | --- | --- | --- | --- | --- | --- | --- | --- | --- | --- | --- | --- | --- | --- | --- | --- | --- | --- | --- | --- |
| All Along the Watchtower (Jimi Hendrix)          | 107 | 130 | 242 | 146 | 146 | 136 | 162 | 158 | 147 | 142 | 120 | 138 | 131 | 123 | 97  | 156 | 160 | 179 | 179 | 137 | 195 | 213 | 237 | 267 | 358 | 360 |

1. ↑  Een vetgedrukt getal geeft de hoogste notering aan.